# Commanderie de Vaillampont
La commanderie de Vaillampont est une ancienne commanderie templière fondée au XIIe siècle dévolue par la suite en commanderie hospitalière. Elle est située à Thines sur l'actuelle commune belge de Nivelles (Province du Brabant wallon).

## Histoire
La date de fondation de la commanderie de Vaillampont n'est pas connue mais une charte de Nivelles datée de 1174 mentionne la donation d'un domaine situé près la porte de Namur (à l'Est de Nivelles) aux Templiers. Ce domaine prend alors le nom de Temple et les échevins du Temple se qualifient d’échevins dou Temple dou Tremeit en la Noeve rue à Nivelles. La commanderie n'avait à cette époque pas le pouvoir de haute justice sur ses terres, droit qui appartint aux ducs de Brabant jusqu'en 1561. La seigneurie de Thines, possession de la commanderie, devient haute-justicière au XVIIe siècle.
En 1209, la commanderie s'agrandit à la suite de la cession de son fief de Thines par le chevalier Franco d'Arquennes en faveur des Templiers,.
Les Templiers achètent ensuite des terres faisant partie du fief de Rognon à Nivelles.
En 1213, la commanderie bénéficie de la générosité du châtelain de Bruxelles, de Godefroid et Othon III de Trazegnies qui possédaient des intérêts considérables à Thines.
En 1284, frère Georges, unique commandeur templier connu de Vaillampont, arbitre un litige qui opposait l'abbaye de Ninove au chanoine de Meerbeke. Puis en 1286, ce même commandeur se retrouve en conflit pour un prétendu commerce de vin avec l'abbesse de Nivelles et le chapitre de cette ville nécessitant l'intervention du commandeur templier de la baillie du Brabant. Il était encore commandeur de cette maison en 1293.
En 1290, la commanderie acquiert 112 bonniers de terres sises dans le bois de Nivelles.
Au début du XIVe siècle la commanderie passe dans les mains des Hospitaliers de l'ordre de Saint-Jean de Jérusalem à la suite de la dissolution de l'ordre du Temple en 1312. Les biens fonciers de l'ancien domaine templier cumulaient alors 490 bonniers de terres et 25 de prés qui faisaient partie de la commanderie et de sa ferme de Vieux-court ainsi que 3 étangs, 4 « bovelettes » et 2 moulins plus un certain nombre de dépendances à Nivelles. Il y avait également une ferme à Géraucourt (Buzet) avec 99 bonniers de terres cultivées, 3,5 de prés et 2 de bois. La commanderie dépend à partir de ce moment-là de la commanderie de Chantraine (Jodoigne). Elle était alors formée d'un château et de 3 censes sur une étendue de  ± 540 hectares.
En 1331, Frère Jean de Villers est commandeur de Vaillampont. Une empreinte de son sceau est conservée aux archives générales du Royaume.
En 1373-74, l'enquête sur les possessions des hospitaliers demandée par le pape Grégoire XI mentionne que Vaillampont (Valiompont) possédait 220 bonniers de terres cultivées et 14 bonniers de prés, le tout baillé à un laïc (séculier).
En 1773, la commanderie de Chantraine, dont les revenus paraissent excessifs, est divisée en trois parties : Vaillampont, Chantraine et Tirlemont. Vaillampont est alors érigée en commanderie des Hospitaliers de l'ordre de Saint-Jean de Jérusalem. La même année, la commanderie possédait encore à Thines le bois de Sartiau (51 bonniers) et le bois de la Bruyère (65 bonniers)
Le Frère Pons François de Rosset de Roccossel de Fleury décède à 46 ans le 16 octobre 1774. Il était chevalier de Malte au grand prieuré de Saint-Gilles en 1731, garde-marine, enseigne et lieutenant des vaisseaux du roi, général des galères de l'Ordre en 1751, commandeur des commanderies de Vaillampont, Chantraine et Tirlemont, ambassadeur extraordinaire de la Religion près du roi des deux Siciles en 1755,.
La commanderie fut confisquée, aliénée et revendue par l'État lors de la Révolution française, son dernier commandeur était Charles-François de Preud'homme d’Hailly, vicomte de Nieuport, membre de l'Académie des sciences et belles lettres de Bruxelles.

## Description
« Cette commanderie forme un ensemble de constructions qui occupe un coteau à l'est de la Thines et qui se divise en trois parties : au sud, le château ; au nord, la Basse-Cour, qui se compose de vieux bâtiments très vastes ; et entre les deux, un pavillon, avec l'ancienne chapelle. ».
La dotation de la commanderie dont le produit s'élevait à 13 490 florins se composait comme suit à la révolution française :
- Biens sis à Nivelles, Genappe, Chastre, Thines ;
- Château de la commanderie ;
- Ferme de la Basse-Cour : 465 bonniers de terre et 40 bonniers de prairie) ;
- Ferme de la Brassine : 80 bonniers de terre et 11 bonniers de prairie ;
- Ferme de Vieux-Cour : 493 bonniers de terre et 28 bonniers de prairie ;
- Un bois de 416 bonniers ;
- 4 bonniers d'étangs ;
- Une brasserie ;
- Une forge ;
- Droits de haute et moyenne justice ;
- Nomination du maire, échevins & greffier ;
- Droits de chasse, pêche, de congé, cens et rentes[13].

À l'époque des Templiers, il y avait également deux moulins à Vaillampont dont un à eau équipé de trois meules (le neufmolin de Valionpont, cité en 1271).